# D-VHS
D-VHS – cyfrowy zapis wideo, opracowany przez japońską firmę JVC przy współpracy z Hitachi, Matsushita i Philips. Litera "D" w skrócie D-VHS oznaczała z początku "Dane" ale wraz z rozszerzeniem formatu z zapisu wideo standardowej do wysokiej rozdzielczości, JVC zmieniło znaczenie litery "D" na Digital – z ang. "cyfrowy" i używa właśnie takiej formy na swojej stronie internetowej. System D-VHS korzysta z takiej samej kasety jak i mechaniki zapisu jak system S-VHS, który podobnie jak ten wymaga użycia wyższej jakości taśm, które są przez to droższe. D-VHS pozwala na rejestrowanie materiałów wideo w rozdzielczościach standardowej (SD – ang. "Standard Definition") i wysokiej rozdzielczości (HD – ang. "High Definition"). Dane wideo kodowane są za pomocą popularnej metody kompresji obrazu typu MPEG-2 i następnie obudowywane danymi dodatkowymi co w efekcie tworzy tzw. "strumień transportowy" albo strumień danych zapisywany na taśmie magnetycznej (w skrócie TS z ang. Transport Stream), taki sam jaki używany jest powszechnie w większości sprzętu używanego w profesjonalnej transmisji telewizyjnej.

## Historia
Format D-VHS został wprowadzony na rynek w 1997 roku.
Inaczej niż w przypadku popularnego VHS, format D-VHS nie doczekał się kasety w wersji kompaktowej takiej jak VHS-C; na dodatek twórca systemu firma JVC zdecydowała się na wykorzystanie konkurencyjnego formatu kasety w formacie miniDV dla swojej pierwszej linii kamer cyfrowych. Od 2005 roku JVC rozszerzyło ofertę kamer cyfrowych o zapis bez taśmy prezentując kamery serii Everio zapisujące wideo bezpośrednio na wbudowanym dysku twardym (HDD). Równocześnie JVC oferowało alternatywny system Digital-S do użytku profesjonalnego, który używał bardzo zbliżonej do D-VHS taśmy, lecz zapis wideo opierał się na kodeku DV (a nie na MPEG) co powodowało brak kompatybilności pomiędzy obydwoma systemami ze względu na odmienny format danych.

## Tryby zapisu i długość taśm
System D-VHS posiada kilka prędkości taśmy przy zapisie, co ma bezpośredni wpływ na maksymalną możliwą do uzyskania jakość nagranego materiału. Przyjęto następujące prędkości zapisu: „HS” (ang. high speed, czyli duża prędkość), „STD” (ang. standard speed, czyli prędkość standardowa nazywana też często zamiennie z „LP” z ang. low speed, czyli mała prędkość) oraz „LS3” i „LS5”, które odpowiadają odpowiednio 3-krotnie lub 5-krotnie mniejszą prędkość taśmy i tym samym 3 i 5-krotnie dłuższy czas zapisu w porównaniu do prędkości standardowej (STD). Materiał w wysokiej rozdzielczości taki jak np. 1920x1080 (pełne HD) i 1280x720 (HD) zapisywany jest z prędkością danych 28,2 Mbit/s (28,2 megabitów na sekundę). Natomiast wideo w rozdzielczości standardowej 720x576 (dla systemu PAL) oraz 720x480 (dla systemu NTSC) może być zapisany już od 14,1 Mbit/s aż do najniższej 2,8 Mbit/s do czego używa się trybów STD, LS3 i LS5. Jakość zapisu w trybie standardowym (STD) przewyższa jakość zapisu na płytach DVD, ponieważ prędkość danych w trybie STD jest znacznie większa (14,1 Mbit/s) w porównaniu do zapisu na DVD (5 Mbit/s) co przedkłada się na mniejszą wymaganą kompresję obrazu i tym samym mniejszą ilość tzw. artefaktów których efektem ubocznym jest tzw. pikselizacja czyli drastyczne spadek ilości szczegółów w obrazie. Tryb LS3 jest porównywalny ze średniej jakości zapisem DVD przy prędkości danych 4,7 Mbit/s, natomiast tryb LS5 można porównać do niskiej jakości materiału wideo (2,8 Mbit/s). Wszystkie podane prędkości transmisji dotyczą strumienia danych ze skompresowanym obrazem, toteż nie należy tych porównywać z prędkościami transmisji w cyfrowych urządzeniach i interfejsach (HDMI) w których przesyła się obraz nieskompresowany, gdzie liczby mogą różnić się o kilka rzędów wielkości.
O ile tryby HS, STD i LS3 występują w prawie wszystkich nowoczesnych magnetowidach D-VHS, o tyle wyprodukowano tylko dwa modele urządzeń obsługujących tryb LS5, oba JVC: HM-DH40000U oraz SR-VD400U. Poniższa tabela systematyzuje prezentuje parametry i pokazuje maksymalny czas zapisu na poszczególnych taśmach dla różnych prędkości zapisu. Początkowo system D-VHS oferował tylko zapis materiału w rozdzielczości standardowej (SD). Rozszerzenie systemu o obsługę zapisu materiału w pełnej wysokiej rozdzielczości (HD) wymusiło wprowadzenie dodatkowego trybu prędkości zapisu HS. To spowodowało iż na taśmie oznaczonej jako DF-240 można zapisać 240 minut materiału w trybie STD (standardowym) albo połowę tego czyli 120 minut w trybie zapisu HS w wysokiej rozdzielczości. W analizie tabeli należy pamiętać, że podane prędkości taśmy w trybach HS i STD są odpowiednikami trybów odpowiednio SP i LP w analogowym systemie VHS.

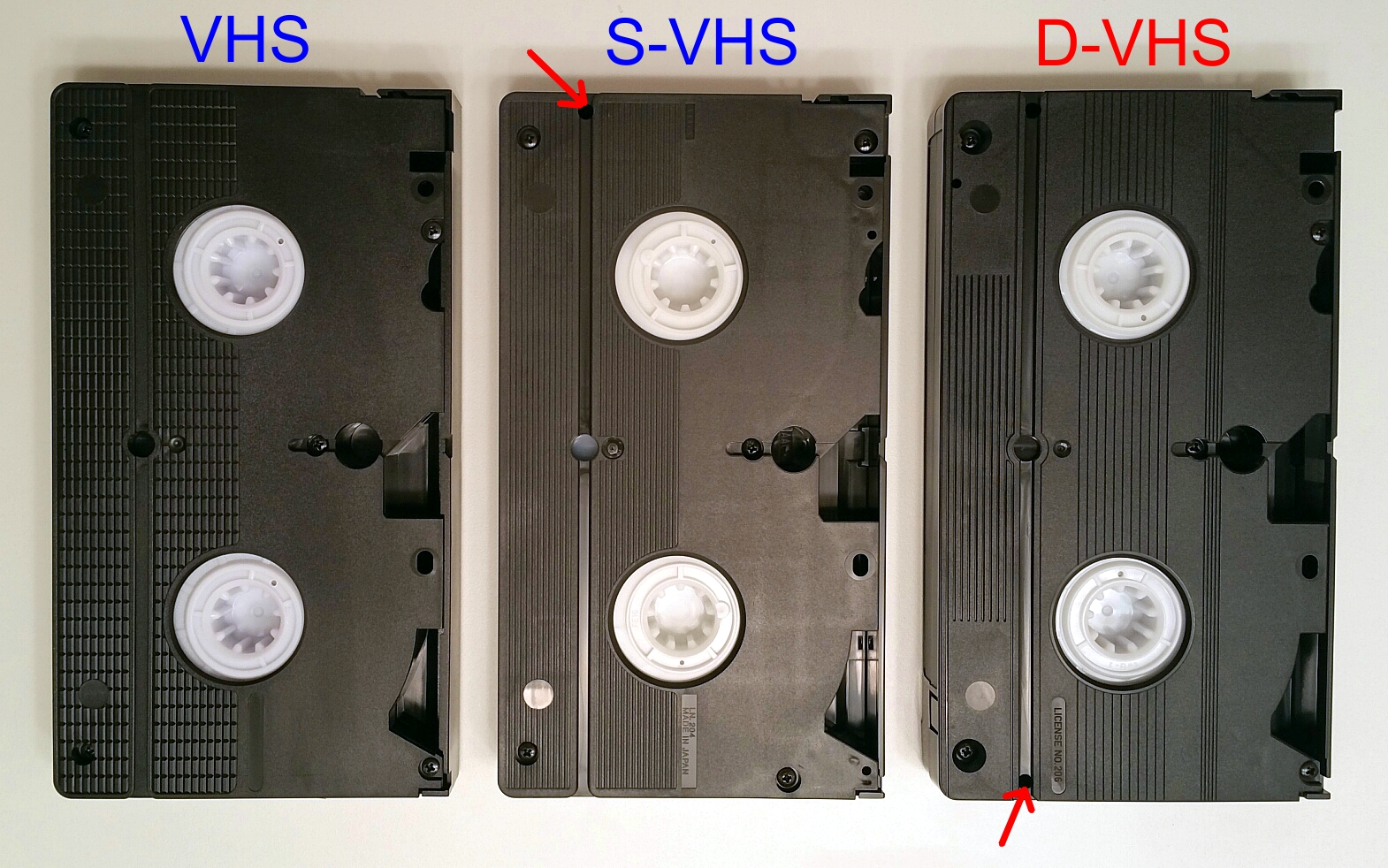
Porównanie sposobów identyfikacji w różnych systemach VHS

Kaseta systemu D-VHS nie różni się od kaset VHS i S-VHS, jest jedynie wyposażona w dodatkowy otwór do rozpoznania jej typu przez magnetowid. Otwór identyfikacyjny jest umieszczony po stronie spodniej kasety. W sumie daje to dwa otwory identyfikacyjne dla kasety D-VHS, przy tylko jednym dla S-VHS oraz braku dla pierwotnego VHS. 
| Oznaczenie | Pojemność danych | Długość taśmy | Czas zapisu w różnych trybach jakości | Czas zapisu w różnych trybach jakości | Czas zapisu w różnych trybach jakości | Czas zapisu w różnych trybach jakości |
| Oznaczenie | Pojemność danych | Długość taśmy | HS (SP)                               | STD (LP)                              | LS3                                   | LS5                                   |
| ---------- | ---------------- | ------------- | ------------------------------------- | ------------------------------------- | ------------------------------------- | ------------------------------------- |
| DF-240     | 25 GB            | 248 m         | 120 min (2 h)                         | 240 min (4 h)                         | 720 min (12h)                         | 1200 min (20 h)                       |
| DF-300     | 32 GB            | 315 m         | 150 min (2:30 h)                      | 300 min (5 h)                         | 900 min (15 h)                        | 1500 min (25 h)                       |
| DF-420     | 44 GB            | 433 m         | 210 min (3:30 h)                      | 420 min (7 h)                         | 1,260 min (21 h)                      | 2100 min (35 h)                       |
| DF-480     | 50 GB            | 500 m         | 240 min (4 h)                         | 480 min (8 h)                         | 1,440 min (24 h)                      | 2400 min (40 h)                       |

## Zalety systemu
Główną zaletą systemu D-VHS były: możliwość odtwarzania i zapisu materiału wideo w pełnej rozdzielczości HD (full HD, tzn. 1920x1080) z jakością porównywalną do współczesnych dysków Blu-ray w czasie kiedy te ostatnie nie były jeszcze w ogóle dostępne. Było to możliwe dzięki porównywalnej prędkości skompresowanego strumienia danych wspieranej przez system D-VHS (28.2 Mbp/s) w porównaniu z typowymi filmami na dyskach BluRay zapisywanymi ze strumieniem rzędu 20-28 Mbp/s oraz przy wsparciu wysokiej jakości cyfrowego dźwięku linearnego (PCM) a także wielokanałowego (AC3 5.1 oraz DTS) – wszystko zapisane na kasecie D-VHS. Magnetowidy D-VHS wspierały także system ograniczania kopiowania który umożliwiał wykonanie tylko jednej kopii oryginalnej kasety. Amatorskie nagrywanie na D-VHS jest możliwe przez wejścia analogowe takie jak wideo kompozyt (ang. Composite, w skrócie CVBS) czy S-Video, ale oba przenoszą tylko wideo w rozdzielczości standardowej (SD). Zapis takiego sygnału jest możliwy na wszystkich rodzajach taśm VHS, S-VHS i D-VHS, które z definicji magnetowid D-VHS obsługuje w trybach: analogowym oraz cyfrowym (tylko kasety D-VHS), które podano w tabeli na wstępie artykułu. Magnetowidy D-VHS nie zostały zaś wyposażone w wejście typu komponent (ang. Component, oznaczane często skrótem YPbPr), które wspiera przesyłanie analogowego sygnału wideo wysokiej rozdzielczości. Jedynym wejściem wideo wspierającym obraz w wysokiej rozdzielczości (HD) w magnetowidach D-VHS było cyfrowe złącze w standardzie FireWire. Firewire obecne było we wszystkich magnetowidach standardu D-VHS. Firma JVC wypuściła także na rynek model magnetowidu D-VHS z wbudowanym tunerem naziemnej telewizji cyfrowej w amerykańskim systemie ATSC. Urządzenie JVC o nazwie HM-DT100U pozwala na zapis na taśmie D-VHS programów naziemnej telewizji cyfrowej z rozdzielczościami: 720p oraz 1080i bez utraty jakości. 

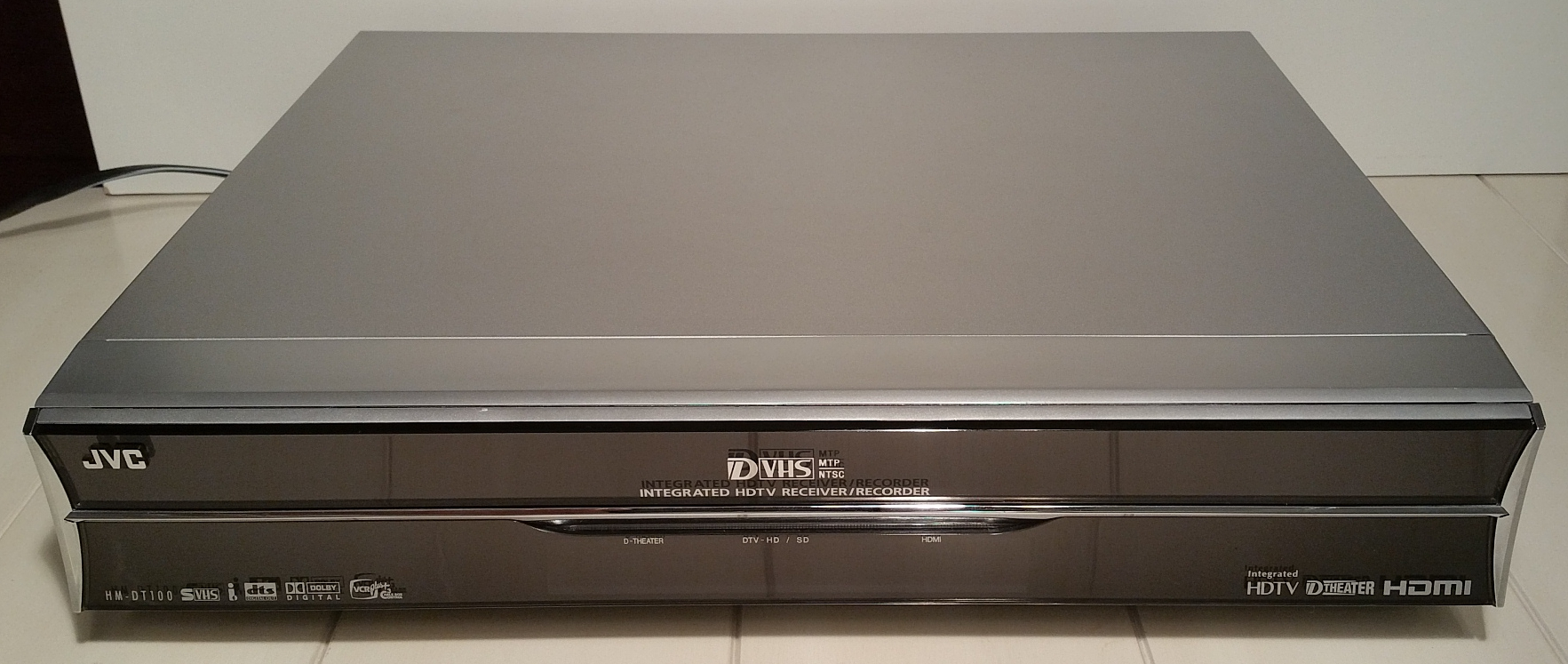
Przykład magnetowidu D-VHS firmy JVC model HM-DT100U

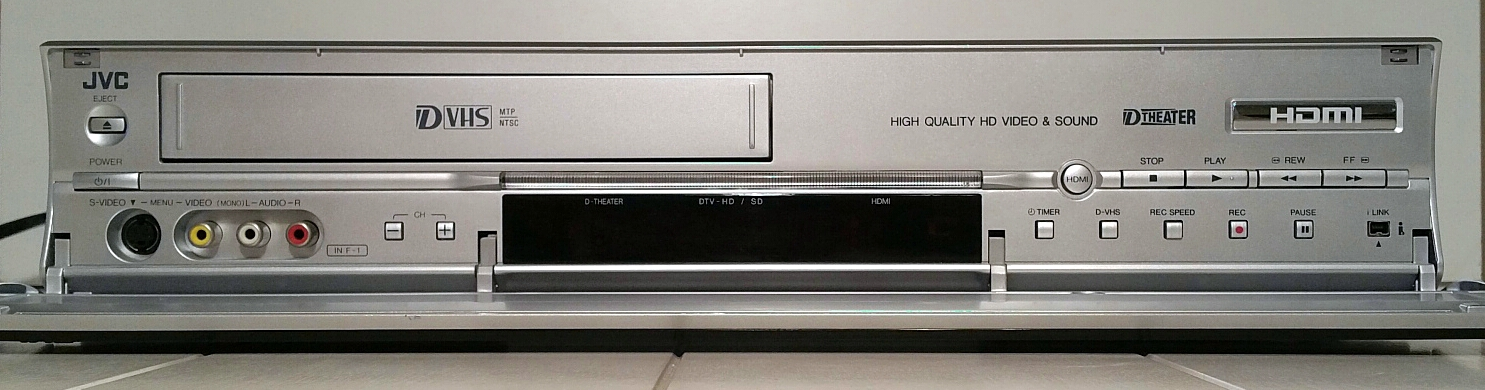
HM-DT100U jest przedstawicielem D-VHS wyposażonym w wiele funkcji znanych z odtwarzaczy DVD, takich jak obsługa kilku ścieżek audio, indeksy i wspomaganie menu.

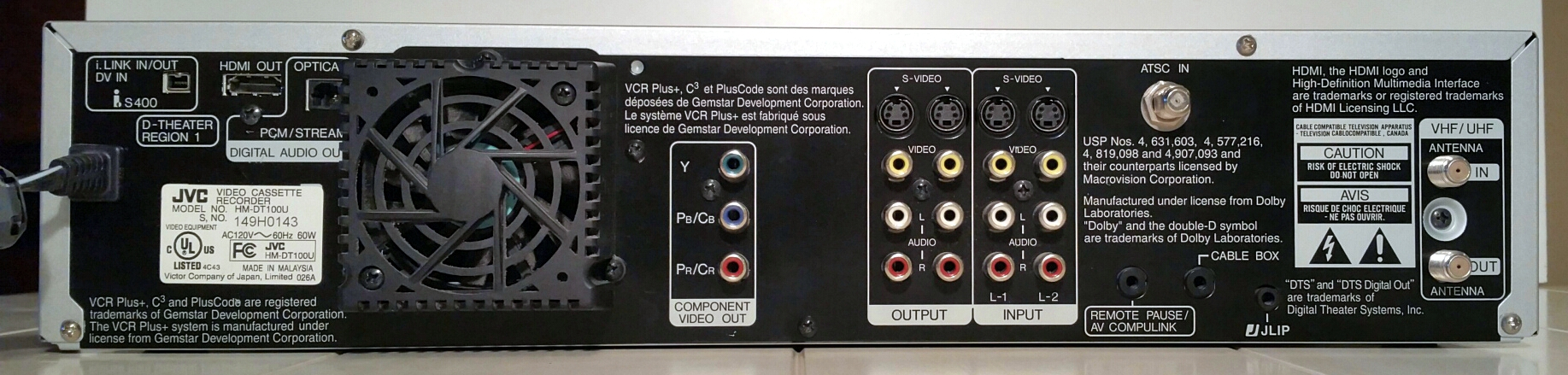
HM-DT100U posiada wyjścia Component, HDMI oraz cyfrowego dźwięku Toslink. Wbudowany cyfrowy tuner HD w systemie ATSC oraz 2-kierunkowe wejście FireWire pozwala nagrywać wideo w rozdzielczości 720p oraz 1080i z wielokanałowym dźwiękiem w systemie AC3 5.1 (Dolby Digital).

## Wady systemu
System D-VHS w tym magnetowidy oraz kasety był najszerzej dostępne na rynku USA, gdzie można było kupić urządzenia do zapisu w wysokiej rozdzielczości przystosowane do telewizji HDTV. W Europie segment D-VHS praktycznie nie istniał. System D-VHS wspiera zapis HD, ale element ten nie jest wymogiem standardu D-VHS, toteż np. spotykane w Europie Zachodniej magnetowidy JVC HM-DR10000 lub Philips VR20D nie mają możliwości zapisu wideo HD z urządzeń zewnętrznych. Jednym z powodów takiego stanu rzeczy były obostrzenia licencyjne technologii kompresji MPEG-2. Natomiast oba modele umożliwiają zapis cyfrowy z kamery DV przez wejście FireWire, ale nie w postaci strumienia danych.

## D-Theater
W 2002 roku na rynku amerykańskim pojawiły się pierwsze nagrane fabrycznie w HD filmy na kasetach D-VHS, sprzedawane pod logiem „D-Theater”. Pomimo że kasety te były zgodne z D-VHS, można je było odtworzyć tylko w magnetowidach D-VHS z logiem „D-Theater”. Kasety „D-Theater” oferowały materiał studyjnie nagrany w rozdzielczościach 720p oraz 1080i (pełne HD z przeplotem) oraz z co najmniej jedną ścieżką dźwiękową w zapisana w systemie Dolby Digital dwu lub wielokanałowym. Cztery hollywoodzkie studia filmowe (20th Century Fox, Artisan Entertainment, Dreamworks i Universal Pictures) wydały wiele pozycji filmowych na kasetach D-VHS pod logiem “D-Theater”. Nagrania „D-Theater” oferowały wysoką jakość obrazu i dźwięku w porównaniu ze starymi formatami (VHS i DVD). Podobnie jak DVD i BluRay, kasety D-Theater mają przypisany tzw. region w który musi być zgodny z regionem magnetowidu D-VHS aby odtworzyć film. Istnieją 3 regiony, 1 dla Stanów Zjednoczonych, 2 dla Japonii oraz 3 dla Korei Płd. Nie powstała jednak ani jedna kaseta w regionie innym niż 1.
Ostatnim filmem na kasecie D-VHS w formacie D-Theater był wydany przez 20th Century Fox „Ja, Robot” (tyt.oryg. „I, Robot”).Oprócz ścieżki dźwiękowej AC3, kaseta miała także zapisany dźwięk wielokanałowy w DTS. Film pojawił się w 2004 bez wcześniejszych zapowiedzi i był dostępny jedynie na stronie i w sklepach firmowych JVC. W momencie pojawienia się filmu „Ja, Robot”, studio zapowiedziało wersje D-Theater innego thrillera „Obcy kontra Predator” (tyt.oryg. „Alien vs. Predator”), ale film ten nigdy nie dostał się do dystrybucji.

### DTS
Format D-Theater przewiduje umieszczenie nie jednej ale wielu ścieżek dźwiękowych na kasecie D-VHS, podobnie jak to ma miejsce na dyskach DVD i BluRay. Wielokanałowy zapis wysokiej jakości DTS jest jednym z nich, lecz jego wykorzystanie było możliwe tylko w nielicznych magnetowidach system D-VHS takich jak: Marantz MV-8300, modele JVC: HM-DH40000, HM-DH5U, HM-DT100U które pozwalały na wybór ścieżki dźwiękowej przez użytkownika oraz posiadały cyfrowe optyczne wyjście sygnału audio w celu przesłania strumienia DTS do zewnętrznego dekodera, np. wbudowanego w amplituner kina domowego. Magnetowidy D-VHS nie miały wbudowanego wewnętrznego dekodera DTS, a jedynie AC3 (Dolby Digital).